# 문양

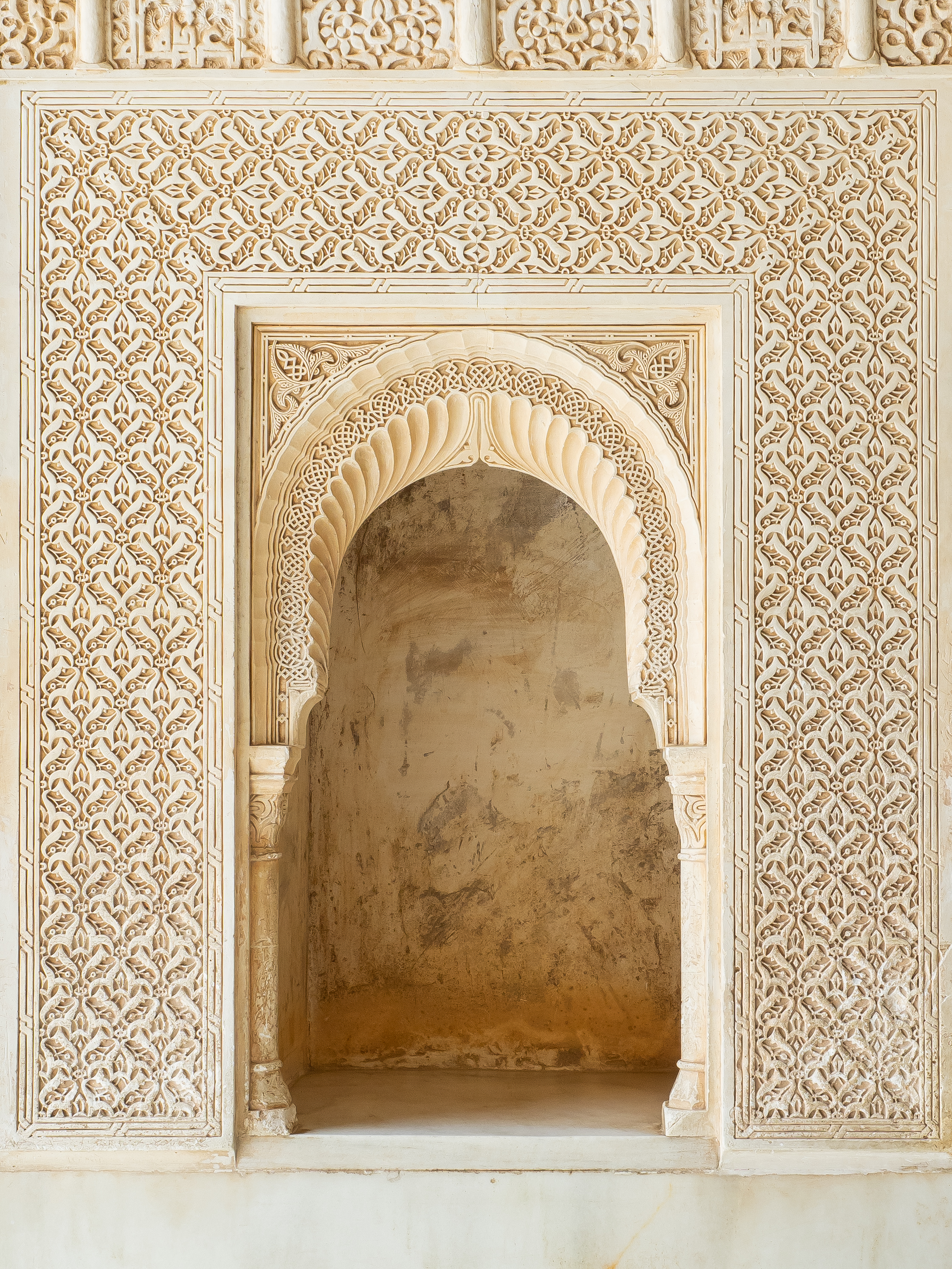
알람브라의 아라베스크

문양(文樣, 紋樣)은 옷감이나 도자기, 건축물 등의 표면을 장식하는 패턴, 엠블럼, 상징 등을 뜻하는 말이다. 한편 무늬는 문화적인 문양과 자연적인 패턴도 함께 가리킨다.
패턴 인식은 사람의 본능이어서 문양의 제작 역시 인류의 역사 초기까지 거슬러 올라간다. 빗살무늬토기와 같은 유물은 독특한 문양으로 한 시대를 구분짓는 상징으로 쓰인다. 문양은 시대에 따라 변화를 거듭하면서 한 문화의 독특한 특징을 담아 내었고 이렇게 형성된 전통 문양은 해당 문화를 대표하기도 한다. 정치, 사회, 종교의 많은 요소들이 문양의 형성과 변화에 영향을 주었다. 특히 종교는 십자가, 만자문, 만다라, 아라베스크와 같은 독특한 문양의 형성에 큰 영향을 주었다. 한편 이러한 영향은 현대에 이르러 문양을 둘러싼 갈등의 요소가 되기도 한다.
문양은 기호나 기하학적 패턴의 반복에서부터 특정한 의미를 담는 상징에 이르기까지 여러 종류가 쓰인다. 한국 전통문양을 비롯한 중국, 일본 등 동아시아의 문양에는 박쥐문과 같이 수복(壽福)과 길리(吉利)를 기원하는 문양이 많다.

## 역사
선사시대에 제작된 각종 유물에서 문양을 확인할 수 있다. 바위를 쪼아 그림을 새긴 대한민국의 반구대 암각화나 안료를 묻힌 손바닥으로 문양을 찍어 넣은 오스트레일리아의 카카두 국립공원에 위치한 우비르 벽화 유적에 이르기까지 전 세계의 선사 유적에는 다양한 방법으로 제작된 문양이 있다.
역사 시대 이후의 문양의 기원에 대해선 그림 문자와 문양이 분화되었다는 문자 기호 연관설과 옷감의 직조 과정에서 특징적인 문양을 발전시켰다는 직물 발명설 등의 가설이 있다. 고대 이집트의 신성 문자나 고대 중국의 갑골문과 같이 형태는 문양과 문자가 그리 다르지 않았음을 보여준다. 그림 문자는 장식 문양과 같은 궤도를 그리며 발달하였다. 현대에도 문자와 문양의 결합은 타이포그래피와 같은 형태로 이루어지고 있다. 한편 직물의 문양 역시 각 문화 마다 독특한 발전을 계속하여 왔다. 흔히 체크 무늬라고 불리는 스코틀랜드의 타르탄은 그 자체가 스코틀랜드 문화의 상징으로 받아들여진다.

## 문양의 종류
문양은 표현 기법에 따라 하나의 이미지를 단독으로 배치하는 단독 문양, 동일한 이미지를 반복하여 배치하는 연속 문양, 번개문이나 톱니문과 같은 패턴을 반복하는 기하학적 문양, 여러 종류의 문양을 함께 쓰는 복합적 양식 등으로 구분할 수 있다. 소재 별로는 인물, 동물, 식물 등을 표현한 경우나 자연현상, 길상벽사 등을 표현한 경우가 있다.
제작 기법에 따라서도 문양을 구분할 수 있는데 선으로 문양을 표현한 선묘법, 돋을 새김으로 문양을 표현하는 부조, 문양을 새긴 뒤 다른 색조의 물질로 채워 넣는 상감, 문양의 자리를 관통하여 파내는 투조, 금실을 이용하여 문양을 묘사하는 누금법 등이 있다. 고려 청자 가운데 상감 기법을 사용한 것은 오늘날에도 높은 예술적 평가를 받는다.
문양은 개인이나 단체를 상징하는 표현으로도 쓰인다. 엠블럼이나 각종 상징이 그것이다.
전통 문양은 한 문화 안에서 오랫동안 발전하여 독특한 특성을 갖는다.

### 엠블럼
엠블럼은 왕가나 국가, 행정 구역, 도시, 기업, 브랜드 등에서 자신들의 상징으로 사용하는 문양이다. 유럽의 중세에 정착된 엠블럼은 애초에는 왕가나 군대의 표식을 위해 도입되었으나 점차 도시나 길드의 상징으로 널리 사용되었다. 슈퍼맨과 같은 영웅 만화의 주인공의 상징 역시 엠블럼의 일종이다.

### 상징

백합문은 오랫동안 프랑스 왕국을 상징해 왔다.

종교나 단체, 이념은 자신들을 알리는 수단으로 상징을 사용해 왔다. 앞서 언급한 십자가나 만자문과 같은 종교적 상징 외에도 공산주의의 낫과 망치와 같은 것이 대표적이다. 국가 역시 이러한 상징을 사용해 왔는데, 프랑스 왕국의 백합문과 같은 것이 있다.

### 전통 문양
문양은 그것을 사용하는 집단에 약속된 부호와 같은 의미를 지닌다. 한 문화와 함께 역사적으로 발전해 온 전통 문양은 그 문화 자체를 대표한다. 타르탄은 스코틀랜드를, 당삼채는 그 자체가 당나라를 대표한다. 이와 마찬가지로 한국 전통문양은 한국의 문화적 특징을 드러낸다.

## 문양과 사회

초기 기독교의 상징 이크티스

문양은 정치, 사회, 종교, 이념 등 여러 가지 요소의 영향을 받으며 발전하였다. 특히 종교는 전근대 문화의 문양에 매우 큰 영향을 주었다. 기독교의 십자가, 힌두교와 불교의 만자문, 이슬람의 아라베스크는 저마다 해당 종교의 역사 속에서 발전한 문양으로서 각 종교 자체를 상징하는 문양으로도 사용된다.
초기 기독교는 물고기를 자신들의 상징 문양으로 삼았는데 물고기를 뜻하는 그리스어 이크티스(ΙΧΘΥΣ)를 예수 그리스도 하느님의 아들 구세주(Ιησους　Χριστος　Θεου　Υιος　Σωτηρ,이이소이스 크리스토스 쎄오이 이이오스 소티르)의 약자로 삼았다는 이야기가 있다. 기독교가 십자가를 자신들의 상징으로 삼은 것은 로마 제국에서 박해를 끝내고 공인한 이후의 일이다. 한편 불교의 만자문은 힌두교의 스바스티카에서 파생한 것으로 근동과 중동 여러 지역에서 널리 쓰이던 문양이다. 이슬람은 교리상 신의 형상을 표시하는 것을 금지했기 때문에 다양한 아라베스크 문양이 발달하였다. 아라베스크는 대칭성을 가진 기하학적 무늬로 구성되는데 어느 한 부분은 대칭성을 깨뜨리고 인위적인 오류를 남기는 관습이 있다. 이는 오직 신만이 완벽하다는 이실람 교리에 따른 것이다.
문화적 배경에 따라 문양은 서로 다른 인식을 가져 올 수 있다. 오랫동안 잉글랜드의 붉은 십자가를 문양으로 사용해 온 몬트리올은 캐나다 원주민의 요구에 따라 시 문양에 원주민의 상징인 소나무를 포함하기로 결정하였다. 불교의 만자문은 길상의 상징이지만 나치독일의 하켄크로이츠는 혐오의 상징이다. 독일은 하켄크로이츠를 법으로 금지하고 있기 때문에 독일 내의 불교 신자들은 만자문을 사용할 수 없다. 근대 이전의 일본에서 욱일기는 풍어를 기원하는 깃발로 쓰였지만, 일본제국이 일본군의 군기로 사용한 이후 피해 당사자들에게 욱일기는 침략의 상징으로 인식된다.